# Bundesstraße 207
Pour les articles homonymes, voir Route 207.
La Bundesstraße 207 est une Bundesstraße du Land de Schleswig-Holstein en deux parties.

## Géographie
La première section fait partie de la Vogelfluglinie et de la route européenne 47  et relie la gare de Puttgarden (de) au pont du Fehmarnsund en direction de Heiligenhafen. Cette section devrait être étendue à quatre voies dans le cadre du lien fixe du Fehmarn Belt, le pont du Fehmarnsund demeurant à deux voies.
Entre Heiligenhafen et Oldenburg en Holstein, la B 207 est transformée en Bundesautobahn 1. Le tronçon entre Oldenburg et Lübeck est rétrogradé en Landesstraße en raison de sa position parallèle à la fin des années 1990.
La deuxième section de la B 207 commence à Lübeck et longe le lac de Ratzebourg en passant par le parc naturel des lacs de Lauenbourg et passe par Schwarzenbek en direction de Hambourg-Bergedorf. La section de Lübeck à Breitenfelde fait partie de l'ancienne route du sel.
Entre Lübeck et Pogeez, la B 207 est déplacée sur une nouvelle route , la B 207 n, à proximité de la ligne de Lübeck à Lunebourg (de) afin de soulager les résidents des anciens trajets de l'ancienne voie. La première partie ouvre en septembre 2003. La deuxième section ouvre le 17 décembre 2007.
Avec l’achèvement des deux premiers tronçons, l'ancien tracé de la B 207 entre le pont Wakenitz à Lübeck et la jonction de Groß Sarau sur l’A 20 est déclassé en Landesstraße 331.
La troisième section commence à la jonction de l'A 20 à Lübeck-Süd et mène au sud de Pogeez vers le lac de Ratzebourg sur l'ancienne route B 207. La cérémonie d'inauguration des travaux a lieu le 19 mai 2008. La nouvelle route fédérale doit toujours être praticable conformément à la planification de 2011. Toutefois des effondrements du sol retardent l'achèvement. Le 23 décembre 2014, la troisième section est achevée et autorisée à la circulation.

## Source
- (de) Cet article est partiellement ou en totalité issu de l’article de Wikipédia en allemand intitulé « Bundesstraße 207 » (voir la liste des auteurs).